# Acontia gratiosa
Acontia gratiosa là một loài bướm đêm thuộc họ Noctuidae. Nó được tìm thấy ở khắp Châu Phi.